# Björn Hedvall

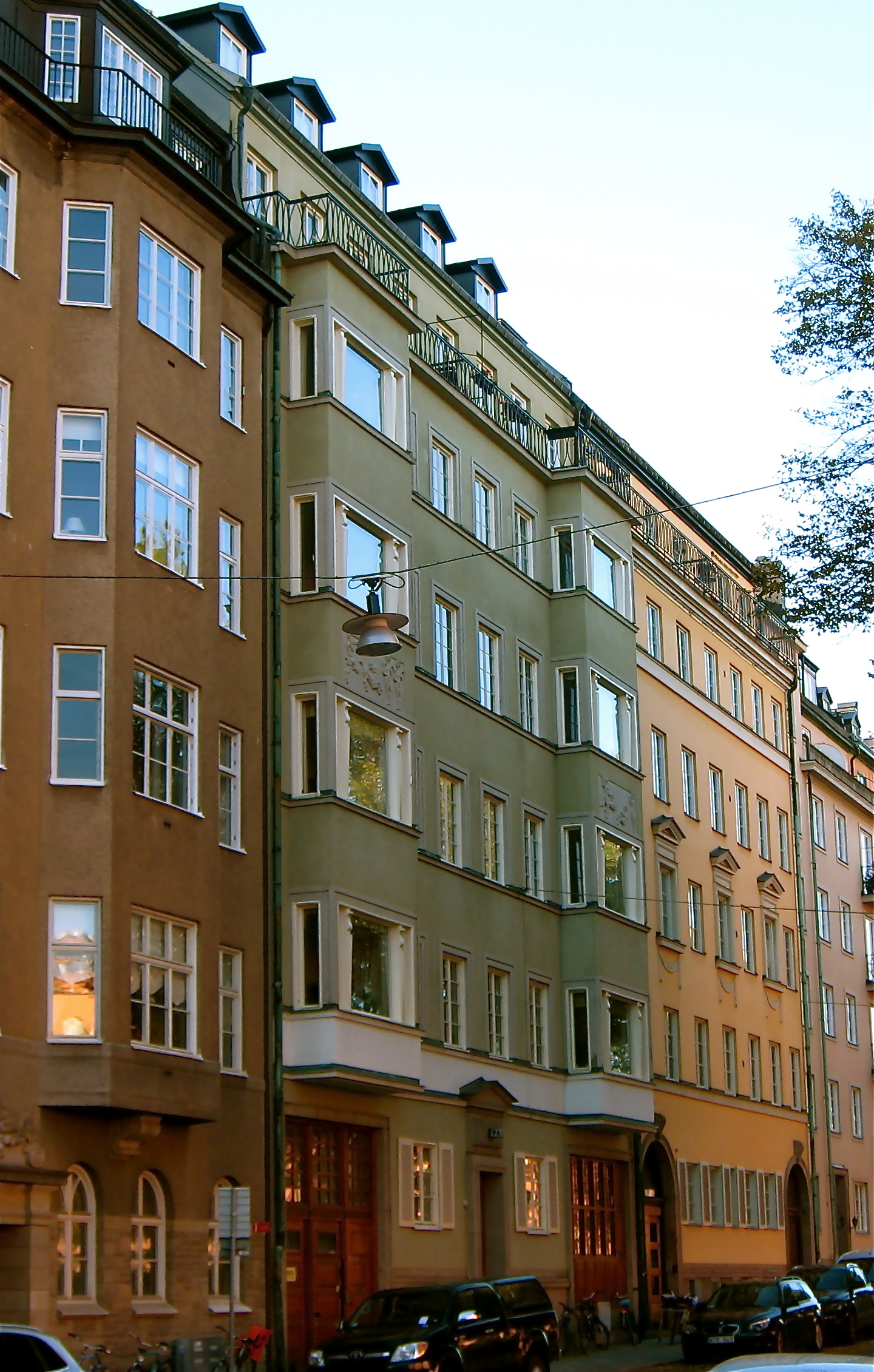
Le bâtiment situé au 96 de la voie publique Linnégatan, à Stockholm, conçu par Björn Hedvall, a été construit en 1928-29, entre la période classicisme nordique et du fonctionnalisme.

Björn Hedvall, né le 10 août 1889 et mort le 13 janvier 1982, est un architecte suédois.

## Biographie
Björn Hedvall est originaire de Gävle, ville suédoise où il a grandi, et a étudié à l'Institut royal de technologie de 1913 à 1916 et à l'Académie royale des arts de Suède de 1918 à 1920. Parallèlement à ses études, il travaille pour l'architecte Gustav Linden.
En 1920, il se marie avec Elna Kulle, qu'il a rencontré à l'Académie des arts. En 1922, il reçoit une bourse d'études, ce qui lui permet de partir étudier en Italie et en France. Il ouvre son propre cabinet d'architecte en 1921.
Entre 1939 et 1943, il est chef architecte de la Marinförvaltningen, l'administration maritime dépendant du Ministère de la défense.

## Carrière
Björn Hedvall est un architecte prolifique auteur de plus de 270 édifices. Dès les années 1920, il conçoit 70 bâtiments dans le centre de Stockholm, dans un style typique du classicisme nordique très en vogue à cette époque.

## Salles de cinéma
Björn Hedvall a conçu de nombreux cinémas, tant dans la capitale Stockholm que dans le reste de la Suède. Il se définissait lui-même comme le « biografspecialist », soit le « spécialiste des salles de cinéma ». Il a conçu plus de vingt salles de cinémas à Stockholm durant les années 1930 et 1940. Il est l'architecte, entre autres, du Plaza (1931), du Paraden (1932), du Grand (1933), du Royal (sv) (1935) et du Park-Teatern (1941).

## Sources
- (sv) Cet article est partiellement ou en totalité issu de l’article de Wikipédia en suédois intitulé « Björn Hedvall » (voir la liste des auteurs).